# Bracon robustus
Bracon robustus är en stekelart som beskrevs av Hedwig 1961. Bracon robustus ingår i släktet Bracon och familjen bracksteklar. Inga underarter finns listade.